# Boruta
Boruta, conosciuto anche come Leśny o Lešny, è un demone della mitologia slava. 
Era il signore dei boschi e della caccia come il dio Borevit, di cui rappresenta probabilmente una versione locale o un'incarnazione negativa, successiva all'introduzione del Cristianesimo tra le popolazioni slave. Veniva raffigurato come un uomo massiccio e possente, con corna sulla testa, circondato da uno stuolo di animali selvatici come lupi e orsi. Era temuto dai cacciatori e da coloro che vivevano della raccolta dei prodotti dei boschi. Per ottenere la sua benevolenza, gli venivano fatte offerte rituali. In slavo antico il termine boruta significa pino. Secondo le leggende e il folclore popolare il demone abitava proprio dentro questo albero.